# Lady in Bahamas (James Bond)
Lady in Bahamas é uma personagem do filme 007 Nunca Mais Outra Vez (1983), produção independente da Warner Bros. com Sean Connery no papel do agente britânico James Bond 007, doze anos após seu último filme na franquia oficial da EON Productions, 007 Os Diamantes São Eternos (1971). Ela é vivida nas telas pela atriz britânica Valerie Leon, que também participou de um filme anterior de 007, The Spy Who Loved Me (1977), da EON, com Roger Moore, sendo uma das duas únicas atrizes a participar como bond girl de dois filmes de James Bond com dois atores diferentes no papel principal, Connery e Moore.

## No filme
A personagem, que não tem nome próprio no filme e é creditada apenas como "Lady in Bahamas" é um turista britânica em férias nas Bahamas que faz pesca esportiva em barco em alto mar e tem um caso com 007 na ilha. Eles se encontram primeiro no cais, quando Bond chega à ilha e, de biquíni, ela descarrega anzóis e material de pesca do carro para seu barco, quando esbarra com os equipamentos em 007, que lhe pergunta o que ela deseja pegar com aquilo tudo e tem como resposta algo com a descrição física dele. A conversa é interrompida com a chegada de Nigel Small-Fawcett, o atabalhoado funcionário do Foreign Office britânico no país e aliado de Bond na missão e eles combinam de se encontrar em outra oportunidade.
Mais tarde, Bond é "pescado" por ela quando  escapa de ser morto por tubarões em alto mar depois de uma armadilha preparada por Fatima Blush, a amante, capanga e assassina do vilão Maximiliano Largo. Quando o agente consegue se desvencilhar dos tubarões, ele se enrola numa linha de pesca e ao subir à superfície a linha é a da vara de pesca de "Lady", que pescava em seu barco e o recebe a bordo. Os dois voltam juntos no barco e na chegada ao cais tiram foto juntos com um grande peixe, o que provoca a fúria de Blush, que observa a cena à distância. A assassina então coloca uma bomba embaixo da cama de Bond em seu quarto de hotel. Bond e a nova namorada estão hospedados no mesmo hotel e retornam juntos à recepção, pedindo as chaves, cada um de seu quarto. Na cena seguinte os dois estão na cama entre lençóis aos beijos quando são novamente interrompidos por Small-Fawcett, desta vez pelo telefone, mas Bond coloca o fone dentro do balde de gelo e o deixa falando sozinho; em seguida, uma bomba explode destruindo um quarto vizinho, e eles observam sobressaltados a destruição pela janela. Eles tinham ido para o quarto de "Lady" ao invés do de 007, o que faz o espião escapar da morte.